# Harry Potter en de Gevangene van Azkaban (computerspel)
Harry Potter en de Gevangene van Azkaban is een Videospel, gebaseerd op de film Harry Potter en de Gevangene van Azkaban die weer gebaseerd is op het derde deel van de Harry Potter-serie. Tony Crowther werkte mee aan de productie van dit spel.

## Personages

### Bespeelbaar

#### Pc-versie
- Harry Potter, de Jongen die Bleef Leven, de hoofdpersoon van het verhaal.
- Ron Wemel, Harry's beste vriend.
- Hermelien Griffel, Harry's beste vriendin.

#### Consoleversie
- Harry Potter, de Jongen die Bleef Leven, de hoofdpersoon van het verhaal.
- Ron Wemel, Harry's beste vriend.
- Hermelien Griffel, Harry's beste vriendin.
- Daan Thomas, Marcel Lubbermans, Parvati Patil (leerlingen van Griffoendor), Draco Malfidus, Vincent Korzel, Karel Kwast (leerlingen van Zwadderich, overige studenten van Zwadderich en studenten van Ravenklauw en Huffelpuf zijn allemaal bespeelbaar in een minigame, waarin je kunt duelleren.

### Niet bespeelbaar
- Albus Perkamentus, het schoolhoofd van Zweinstein.
- Professor Anderling, assistent-schoolhoofd van Zweinstein, het hoofd van Griffoendor en de leraar Gedaanteveranderingen(ook wel Gedaanteverwisselingen of Transfiguratie genoemd).
- Professor Lupos, de (nieuwe) leraar Verweer tegen de Zwarte Kunsten, dat gegeven wordt op de Derde Verdieping.
- Rubeus Hagrid, de (nieuwe) leraar Verzorging van Fabeldieren, waar Harry en zijn vrienden dit jaar voor het eerst les in krijgen. Hagrid is tevens sleutelbewaarder en terreinknecht van Zweinstein en een van Harry's beste vrienden.
- Professor Banning, de leraar Bezweringen, dat gegeven wordt op de Tweede Verdieping.
- Sirius Zwarts, de peetvader van Harry waar het hele verhaal om draait.
- Fred Wemel en George Wemel, de broers van Ron die allerlei spullen verkopen in verlaten toiletten op de Zevende Verdieping.

## De spreuken
Er zijn diverse spreuken nodig. Van het eerste en tweede jaar zijn er nog wat bekend. De spreuken die geleerd worden zijn ook later nog nodig. Ron, Hermelien en Harry kennen verschillende spreuken.

### Oude spreuken
- Ron, Harry en Hermelien:
  - Depulso (iets omduwen en magische schakelaars activeren) N.B. In deel 1 en 2 heette deze spreuk Flipendo.
  - Alohomora (sloten of geheimen openen)
  - Lumos (licht maken en geheime gangen openen)
  - Rictusempra (vijanden vallen hierdoor achterover)
  - Sponcifico (een sponcificeermat veerkrachtig maken)

### Nieuwe spreuken
- Ron:
  - Carpe Retractum (jezelf naar iets toe trekken of iets naar jouw toetrekken)
- Hermelien:
  - Lapifors (een klein voorwerp in een konijn transfigureren)
  - Draconifors (en klein voorwerp in een draak transfigureren)
- Harry:
  - Expecto Patronum (een dementor van je afweren en ze verslaan)
  - Glacius (water en vuren bevriezen)

## Muziek
De muziek in het spel is gecomponeerd door Jeremy Soule.
Het album, dat alleen verkrijgbaar is als download, bevat de volgende nummers:
1. Harry Potter and the Prisoner of Azkaban Main Title
2. Buckbeak Night Flight
3. Carpe Knight Boss
4. Charms Tension
5. Dementor Patronus
6. Follow Rain
7. Duelling Two
8. Light Action H and H
9. Werewolf Fight
10. Extreme Patronus
11. Flying Buckbeak
12. Glacius Boss
13. Follow Snow
14. Hogwarts Express
15. Light Action
16. Marauders Orb
17. Wander Rain
18. Carpe Prison
19. Muggle Robot Boss
20. Patronus Bogart
21. Wander Snow
22. Flying Hedwig
23. Shrieking Shack
24. Stealth 2
25. Choral Ending
26. End Cut Scene